# Шведський дивізіон 1 з хокею 1966—1967
Дивізіон 1: 1966—1967 — 23-й сезон у «Дивізіон 1», що був на той час найвищою за рівнем клубною лігою у шведському хокеї з шайбою.
У чемпіонаті взяли участь 16 клубів, розділених на дві групи. Турнір проходив у два кола. У фінальний раунд виходило по 4 команди з групи.
Переможцем змагань став клуб «Брюнес» ІФ (Євле).

## Регулярний сезон

### Північна група
|   | Команда               | І  | В  | Н | П  | Ш      | О  |
| - | --------------------- | -- | -- | - | -- | ------ | -- |
| 1 | МОДО АІК Ерншельдсвік | 21 | 12 | 3 | 6  | 92–67  | 24 |
| 2 | Мура ІК               | 21 | 11 | 4 | 6  | 82–78  | 26 |
| 3 | ІФК Умео              | 21 | 11 | 3 | 7  | 85–61  | 25 |
| 4 | Лександс ІФ           | 21 | 11 | 2 | 8  | 104–68 | 24 |
| 5 | Тімро ІК              | 21 | 9  | 5 | 7  | 89–88  | 23 |
| 6 | АІК Стокгольм         | 21 | 10 | 2 | 9  | 75–51  | 22 |
| 7 | Шеллефтео АІК         | 21 | 6  | 3 | 12 | 60–108 | 15 |
| 8 | Клеменснес ІФ         | 21 | 2  | 2 | 17 | 53–119 | 6  |

### Південна група
|   | Команда                         | І  | В  | Н | П  | Ш      | О  |
| - | ------------------------------- | -- | -- | - | -- | ------ | -- |
| 1 | Седертельє СК                   | 21 | 18 | 2 | 1  | 121–44 | 44 |
| 2 | «Брюнес» ІФ (Євле)              | 21 | 14 | 2 | 5  | 147–48 | 38 |
| 3 | «Вестра Фрелунда» ІФ (Гетеборг) | 21 | 13 | 4 | 4  | 119–64 | 30 |
| 4 | «Юргорден» ІФ (Стокгольм)       | 21 | 13 | 0 | 8  | 106–84 | 26 |
| 5 | «Регле» БК (Енгельгольм)        | 21 | 10 | 2 | 9  | 79–85  | 22 |
| 6 | Вестерос ІК                     | 21 | 6  | 2 | 13 | 79–120 | 14 |
| 7 | Еребру СК                       | 21 | 2  | 2 | 17 | 54–155 | 6  |
| 8 | Авеста БК                       | 21 | 1  | 0 | 20 | 37–142 | 2  |

## Плей-оф

### Чвертьфінали
- МОДО АІК Ерншельдсвік – «Юргорден» ІФ (Стокгольм) 3–4, 6–3, 3–2
- Седертельє СК – Лександс ІФ 5–3, 4–2
- «Брюнес» ІФ (Євле) – ІФК Умео 4–2, 4–2
- «Вестра Фрелунда» ІФ (Гетеборг) – Мура ІК 8–2, 7–4

### Півфінали
- «Брюнес» ІФ (Євле) – МОДО АІК Ерншельдсвік 6–4, 6–5
- «Вестра Фрелунда» ІФ (Гетеборг) – Седертельє СК 2–5, 3–0, 4–2

### Матч за 3-є місце
- Седертельє СК – МОДО АІК Ерншельдсвік 9–1, 7–4

### Фінал
- «Брюнес» ІФ (Євле) – «Вестра Фрелунда» ІФ (Гетеборг) 8–4, 6–1